# Marc Mezvinsky

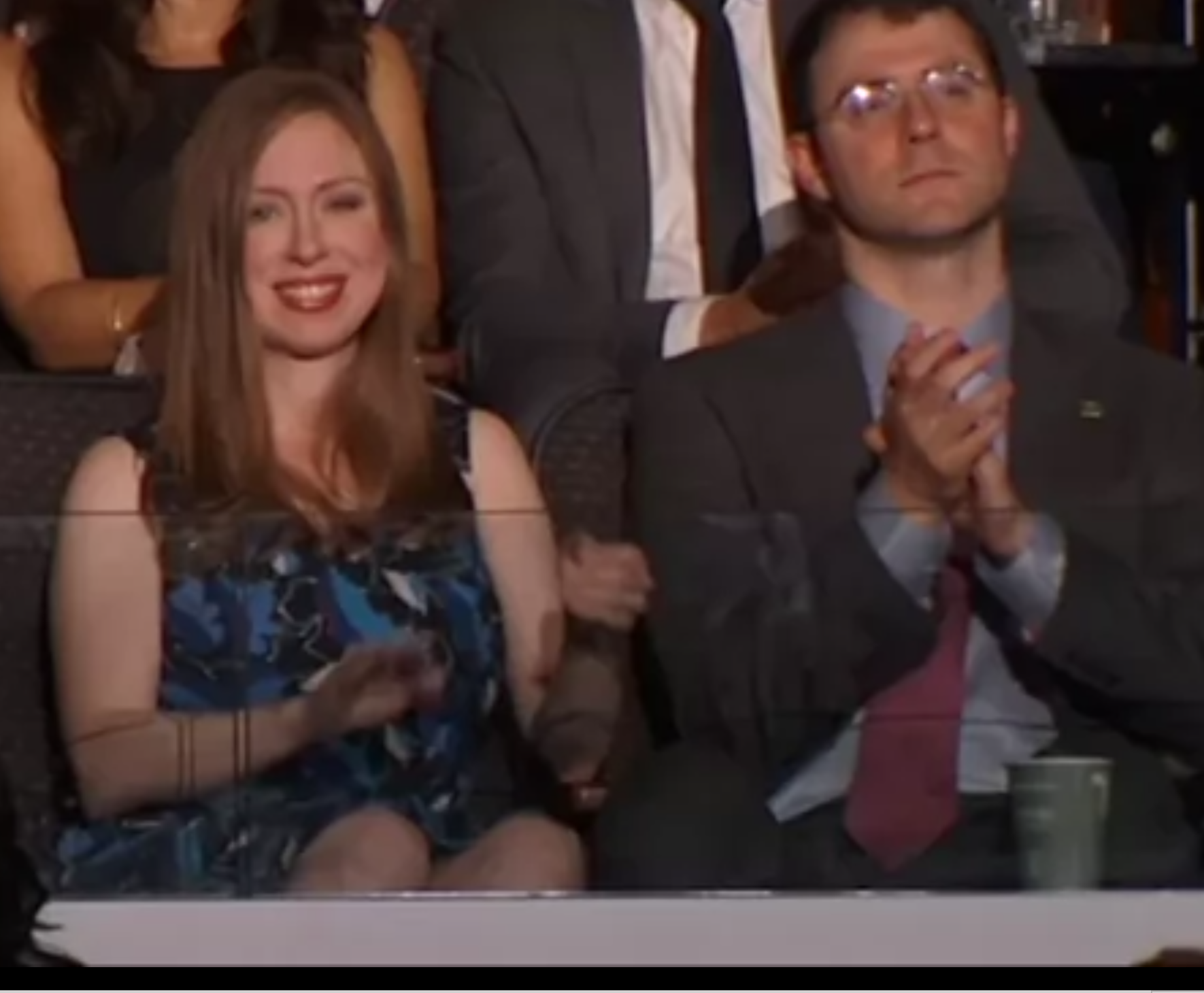
Marc Mezvinsky và Chelsea Clinton tại Đại hội Toàn quốc Đảng Dân chủ, 2016

Marc Mezvinsky (sinh ngày 15 tháng 12 năm 1978) là một cựu tư vấn đầu tư ngân hàng người Mỹ, đồng sáng lập của quỹ đầu tư Eaglevale Partners. Ông là con trai của chính khách Edward Mezvinsky, là chồng của Chelsea Clinton và là con rể của cựu Ngoại trưởng Hillary Clinton và cựu Tổng thống Bill Clinton.

## Tiểu sử
Mezvinsky được sinh ra tại Philadelphia, Pennsylvania, con trai của cựu Dân biểu Hạ viện Đảng Dân chủ Hoa Kỳ Marjorie Margolies-Mezvinsky (Pennsylvania) và Edward Mezvinsky (Iowa), và được nuôi dạy theo truyền thống Do Thái bảo thủ.
Ông tốt nghiệp Đại học Stanford vào năm 2000, nơi ông nhận bằng Cử nhân nghiên cứu tôn giáo và triết học. Trong khi còn là sinh viên tại Đại học Stanford vào năm 1997, ông là bạn thân thiết với bà Clinton, và khi cô bắt đầu tìm hiểu các trường đại học ông đã đưa cô đi thăm các trường trên. Sau đó, ông nhận bằng Thạc sĩ từ Đại học Oxford với chuyên ngành chính trị, triết học và kinh tế. Mezvinsky bắt đầu hẹn hò với Chelsea Clinton vào năm 2005.
Sau lễ tốt nghiệp, ông đã làm việc tám năm với vị trí tư vấn đầu tư ngân hàng cho Goldman Sachs trước khi tham gia một công ty cổ phần tư nhân, nhưng sau đó nghỉ ở công ty này. Năm 2011, ông đồng sáng lập một Manhattan dựa trên công ty quỹ đầu cơ, Eaglevale Partners, với hai đối tác lâu năm, Bennett Grau và Mark Mallon.
Trong năm 2010, Mezvinsky cưới Chelsea Clinton trong một buổi lễ tôn giáo ở Rhinebeck, New York. Bố mẹ Clinton và Mezvinskys là bạn bè trong năm 1990; con cái của họ gặp nhau trong một kỳ nghỉ Weekend Renaissance ở Hilton Head Island, South Carolina. Họ lần đầu tiên được nhắc đến như một cặp đôi vào năm 2005, và đính hôn vào tuần lễ Tạ Ơn năm 2009.
Sau đám cưới, hai vợ chồng đã sống ba năm ở New York City, khu phố Gramercy Park, sau đó mua một chung cư ở Nomad, Manhattan với giá 10,5 triệu USD. Clinton và Mezvinsky có một con gái, Charlotte, sinh tháng 9 năm 2014, và một đứa con trai, Aidan, sinh tháng 6 năm 2016. Hai người hiện đang sống ở lân cận Quận Flatiron, Thành phố New York.